# Anty
Anty – pierwsze wydawnictwo zespołu Nagły Atak Spawacza. Singel został sprzedany w nakładzie dziesięciu tysięcy sztuk w czasach, gdy polski rap nie był popularny. Tak ogromny sukces zawdzięcza nagraniu Anty, w którym Spawacze wraz ze Slums Attack zaatakowali Liroya. W obu nagraniach głównie słychać Faziego, udział w demie Kaczmiego i Dzwona jest symboliczny w drugim nagraniu Narkotyki.

## Lista utworów
1. „Anty (feat. Slums Attack)”
2. „Narkotyki”